# Aura Rosario Rosal López
Aura Rosario Rosal López là vợ của cựu Tổng thống Guatemala Óscar Humberto Mejía Víctores. Bà kết hôn với Óscar Mejía Víctores vào năm 1953 và có hai cô con gái: Aura và Juana Rosario.
Sau khi lật đổ Efraín Ríos Montt, Mejía Víctores đảm nhận vị trí Nguyên thủ quốc gia. Bà duy trì một hồ sơ thấp như Đệ nhất phu nhân. Mejía Víctores qua đời vào ngày 1 tháng 2 năm 2016.